# Varekai
Varekai is een productie van het internationaal opererende Cirque du Soleil, geschreven en geregisseerd door Dominic Champagne. De show ging in 2002 in première in Montreal, Canada. Eind 2007 kwam hij voor het eerst naar Europa en ging in Antwerpen in première. Vanaf 29 februari tot eind mei 2008 was de show te zien in Amsterdam. Zomer 2010 sloeg Cirque Du Soleil met Varekai haar tenten op in Oostende. Van 29 juli tot en met 29 augustus 2010 was de show te zien in de witte ‘Grand Chapiteau’ op de Oosteroever.
'Varekai' betekent "waar dan ook" in de taal van de zigeuners, de reizigers van de wereld.
Diep in het woud, aan de voet van een vulkaan, bestaat een buitengewone wereld. Een wereld waar de ongewoonste dingen gewoon zijn. Een wereld genaamd Varekai.
Het verhaal gaat over de mythe van Icarus. Icarus vliegt te dicht bij de zon. Hierdoor smelt de was die zijn vleugels aan elkaar houdt en Icarus valt. Daar waar de mythe ophoudt, gaat Varekai verder.
De show is een ode aan de ziel van de nomaden, de spirit en de kunst van de circustraditie.

## Personages
The SkywatcherEen gekke wetenschapper en ingenieuze uitvinder, een verzamelaar van herinneringen van de wereld. Dit is de man die signalen ontvangt, transformeert geluiden en leeft op de rand van zijn laboratorium-nest.
The GuideVerweerd door de eeuwige zon is hij de fragiele overgrootvader wiens missie is om te inspireren en veranderingen teweeg te brengen.
The BetrothedEen exotisch wezen dat Icarus weet te verleiden met haar sensuele schoonheid. Ze zal zijn leidende licht zijn en hij op zijn beurt, de katalysator voor haar metamorfose.
IcarusOnschuldig en kwetsbaar komt hij gewond in een onbekende wereld. Zijn verlangen om te leven en te overwinnen zorgen voor nieuwe hoogten en een uiteindelijke wedergeboorte.

## Acts
Aerial HoopHoog opgevangen vliegt zij door haar hoepel en maakt bewegen waarin zij haar kracht en flexibiliteit toont.
Aerial StrapsAan polsbanden opgehangen glijden deze flyers boven het podium. Ze voeren acrobatische figuren op in een synchrone weergave van precisie en kracht.
Clown ActsGeen circus is compleet zonder clowns. Joanna en Steven vermaken het publiek met een daad van absurde kwaliteit.
Flight of IcarusDeze act staat bol van behendigheid, handigheid en gevoeligheid. Deze jongeman presteert verbazingwekkende duiken, verdraaiingen in het net wat hem gevangen houdt.
Georgian DanceDe Republiek Georgië was lang in verzet en waar de inwoners de strijd vonden met vele invallers. De bewegingen herinneren aan de Georgische strijd tegen de machten. Endurance, precisie en een vleugje waanzin markeren deze dans.
Handbalancing on CanesKracht en flexibiliteit zijn verbazingwekkend wanneer deze jonge vrouw op strategisch geplaatste stokken balanceert.
Icarian GamesDe oude discipline van de circuskunsten zijn zelden gezien in de hedendaagse cultuur. Doordrenkt van traditie wordt het menselijk lichaam gebruikt als katapult en vanger in een uitgebreid, explosieve en zeer choreografische presentatie van kracht, evenwicht en behendigheid.
JugglingHij manipuleert kegels, voetballen, hoeden en pingpongballen met zijn handen, voeten, hoofd en zelfs met zijn mond.
Russian SwingsIn deze act stuwen twee Russische schommels acrobaten voort welke hoog in de lucht geslingerd worden. En uitkomen op de handen van hun partners of landen in een doek. Uitstaande durf is hier een vereiste voor de flyers.
Slippery SurfaceDarten en verstrengeling op een speciaal ontworpen glijvlak. Ze gooien en vangen elkaar en creëren de illusie van schaatsen.
Solo on CrutchesNet als een gelede marionet beweegt deze artiest op krukken tijdens een roerende dans. (Hij beweegt zich trouwens in zijn dagelijkse leven ook op krukken voort)
Triple TrapezeIn een hoge trapeze voeren vier vrouwen een reeks opvallende acrobatische bewegingen, het weergeven van genade, sensualiteit en onberispelijke timing.
Water MeteorsDrie jonge acrobaten dwarrelen rond met hun touwen waaraan metalen meteoren zitten. Met zeldzame behendigheid presteren ze indrukwekkende acrobatische figuren.